# Шкловская ратуша
Шкловская ратуша (бел. Шклоўская ратуша) — памятник архитектуры классицизма в городе Шклове Могилёвской области Белоруссии. Ратуша расположена на историческом Рынке по современному адресу: ул. Днепровская, 20. Образует единый архитектурный ансамбль с торговыми рядами. Входит в Государственный список историко-культурных ценностей Республики Беларусь.

## История
После большого пожара в 1769 году владелец Шклова князь Чарторыйский принял решение перенести город на новое место, между высоким правым берегом Днепра и левым берегом реки Шкловянки, на 2,5 км к северу от старого Шклова. Строительство нового города, согласно письменным источникам, велось с 1769 по 1778 год. В течение 1770—1772 гг. был построен новый рынок с ратушей и торговыми рядами. Ратуша с главными магазинами располагалась в центре этого торгового комплекса. В четырёх углах комплекса находились амбары, а посередине верхнего ряда — городские весы. Система магазинов (половина выходила вместе с ратушей на детинец, а половина — на рыночные улицы) позволила сконцентрировать 120 торговых площадок на относительно небольшой площади.
В довоенный период здания находились в удовлетворительном состоянии и использовались, однако можно отметить определённые потери, внешние переделки и внутренние перепланировки (на главном фасаде ликвидирован балкон, изменено завершение ратушной башни, осуществлена перепланировка центрального объёма северного крыла магазинов, возможно, было потеряно восточное крыло магазинов, заложены некоторые оконные проёмы и т. д.).
В Великую Отечественную войну ратуша и торговые ряды получили повреждения.
В советский период в здании бывшей ратуши находилось отделение государственного банка, а позднее — городская пожарная служба. В 1970-е годы ратуша перестала использоваться, здание постепенно ветшало и разрушалось.
Ратуша отреставрирована, а торговые ряды отстроены заново в 1999—2000 годах. В новом здании располагается гимназия, а в самой ратуше — школьный музей.
Постановлением Совета Министров Республики Беларусь от 14 мая 2007 года № 578 ратуша внесена в Государственный список историко-культурных ценностей Республики Беларусь как историко-культурная ценность республиканского значения (категория 2).
2 июня 2017 года на здании ратуши торжественно открыли информационную табличку о получении Шкловом Магдебургского права в 1574 году

## Архитектура
Ратуша представляет собой прямоугольное, близкое к квадрату в плане двухэтажное здание, укрытое вальмовой крышей, по центру которого размещается двухъярусная восьмигранная башня, расчленённая пилястрами, а завершалась она гранёным куполом с фигурным шпилем. На башне находились часы, колокол и обзорная площадка. Стены здания ратуши также расчленены пилястрами и прорезаны прямоугольными оконными проёмами. Первый этаж и пилястры декорированы плоским рустом. В первом ярусе имеется сквозной проезд. На второй этаж вела угловая двухмаршевая лестница. На первом этаже находились различные служебные помещения. Основная часть помещений группировалась на втором этаже по сторонам короткого коридора. Под ратушей был подвал.
С обеих сторон к ратуше примыкают одноэтажные торговые ряды, которые создают замкнутую композицию с большим внутренним двором. Магазины были ориентированы арками во внутренний двор и на улицу, что позволило на относительно небольшой площади сконцентрировать до 120 торговых помещений. В восточном и западном корпусах торговых рядов располагаются проезды. Северный корпус магазинов включает по центру одноэтажное с подвалом здание подобно ратуше с башней и сквозным проездом. В нем располагались складские помещения. По углам комплекса располагаются двухэтажные квадратные в плане амбары с шатровым покрытием. Фасады угловых зданий расчленены рустованными пилястрами.

## Галерея

### Исторические снимки
- Старые снимки
- 1905 год
- 1918 год
- 1920-е годы
- А. Винер, 1939 год

### Современные снимки
- Современное состояние
- Общий вид
- Главный фасад
- Боковой фасад
- Торговые ряды